# Swedish Open 2000 - Qualificazioni doppio
Le qualificazioni del doppio  dello  Swedish Open 2000 sono state un torneo di tennis preliminare per accedere alla fase finale della manifestazione. I vincitori dell'ultimo turno sono entrati di diritto nel tabellone principale. In caso di ritiro di uno o più giocatori aventi diritto a questi sono subentrati i lucky loser, ossia i giocatori che hanno perso nell'ultimo turno ma che avevano una classifica più alta rispetto agli altri partecipanti che avevano comunque perso nel turno finale.
Le qualificazioni del doppio del torneo Swedish Open 2000 prevedevano 4 coppie partecipanti di cui una è entrata nel tabellone principale.

## Teste di serie
1. Eduardo Nicolas-Espin /  Christophe Rochus (Qualificati)

1. Ivan Ljubičić /  Davide Sanguinetti (primo turno)

## Qualificati
1. Eduardo Nicolas-Espin  /   Christophe Rochus

## Tabellone

### Legenda
| - Q = Qualificato - WC = Wild card - LL = Lucky loser | - ALT = Alternate - SE = Special Exempt - PR = Protected Ranking | - w/o = Walkover - r = Ritirato - d = Squalificato |

|  | Primo turno | Primo turno                             | Primo turno                      | Primo turno | Primo turno |  |  | Ultimo turno | Ultimo turno                            | Ultimo turno | Ultimo turno | Ultimo turno |  |
|  |             |                                         |                                  |             |             |  |  |              |                                         |              |              |              |  |
|  | 1           | Eduardo Nicolas-Espin Christophe Rochus | 5                                | 7           | 6           |  |  |              |                                         |              |              |              |  |
|  |             | Henrik Andersson Johan Settergren       | 7                                | 5           | 4           |  |  | 1            | Eduardo Nicolas-Espin Christophe Rochus | 2            | 7            | 6            |  |
|  |             | Tobias Hildebrand Fredrik Loven         | Tobias Hildebrand Fredrik Loven  | 7           | 6           |  |  |              | Tobias Hildebrand Fredrik Loven         | 6            | 62           | 3            |  |
|  | 2           | Ivan Ljubičić Davide Sanguinetti        | Ivan Ljubičić Davide Sanguinetti | 64          | 0           |  |  |              |                                         |              |              |              |  |